# Łuna 22
Łuna 22 (ros. Луна 22, tłum. Księżyc 22) – radziecka bezzałogowa sonda kosmiczna wystrzelona w ramach programu Łuna.

## Przebieg misji
29 maja 1974 roku wystartowała z kosmodromu Bajkonur w Kazachstanie kolejna sonda. 2 czerwca 1974 roku weszła na orbitę wokółksiężycową. Wykonała 2842 okrążenia Księżyca i przeprowadziła badania przestrzeni kosmicznej w jego pobliżu. Zadania sondy były podobne do programu sondy Łuna 19.